# Ерков
Ерков (укр. Єрків) — село в Козелецком районе Черниговской области Украины. Население 363 человека. Занимает площадь 1,05 км².
Код КОАТУУ: 7422080203. Почтовый индекс: 17081. Телефонный код: +380 4646.

## Власть
Орган местного самоуправления — Алексеевщинский сельский совет. Почтовый адрес: 17006, Черниговская обл., Козелецкий р-н, с. Алексеевщина, ул. Пушкина, 1.

## Галерея

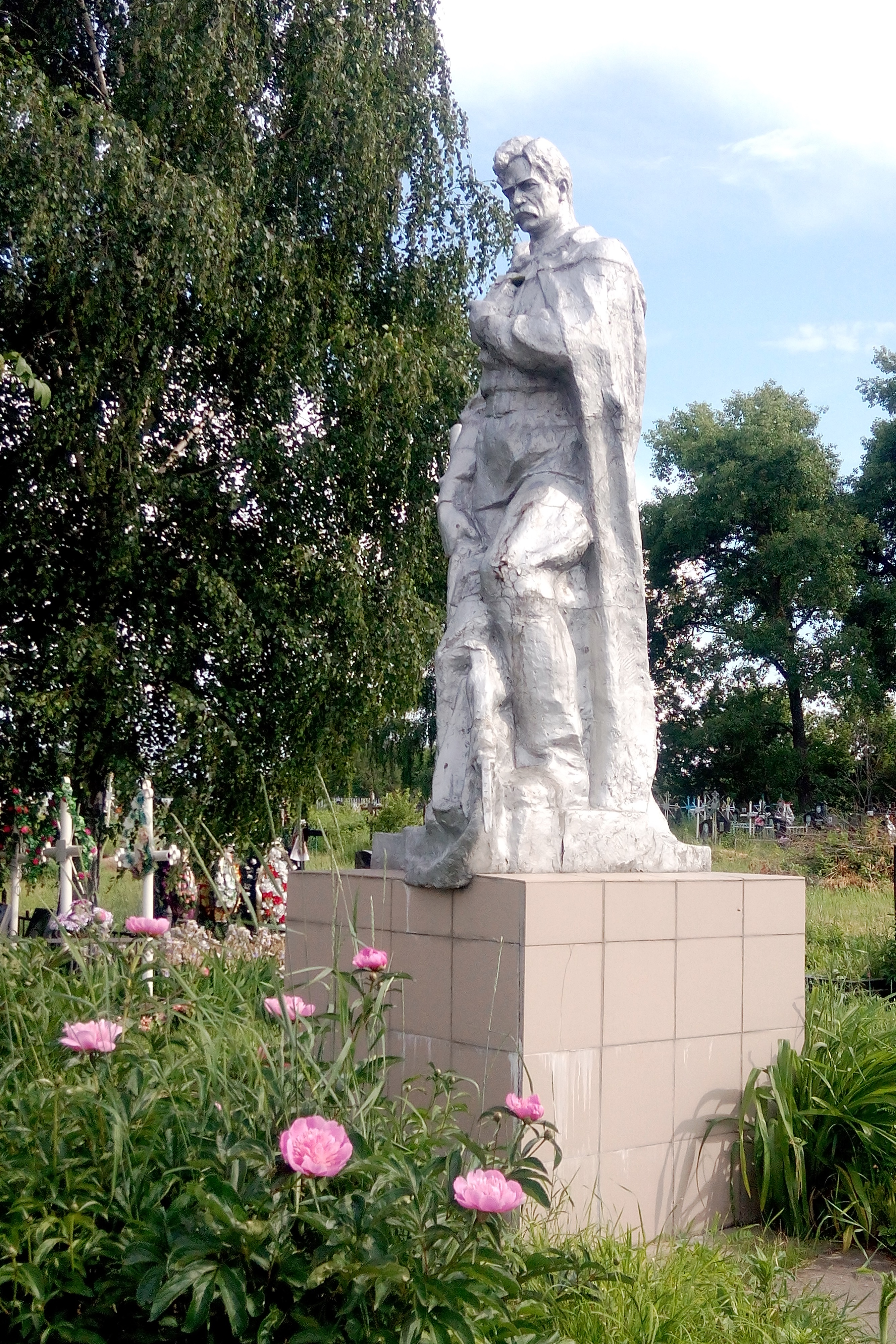
Памятник неизвестному солдату